# Ooencyrtus alboantennatus
Ooencyrtus alboantennatus är en stekelart som först beskrevs av Subba Rao 1971.  Ooencyrtus alboantennatus ingår i släktet Ooencyrtus och familjen sköldlussteklar. Inga underarter finns listade i Catalogue of Life.